# Lijst van nummer 1-hits in de UK Singles Chart in 1965
Deze hits stonden in 1965 op nummer 1 in de UK Singles Chart:
| Datum        | Artiest                         | Titel                            |
| ------------ | ------------------------------- | -------------------------------- |
| 2 januari    | The Beatles                     | I feel fine                      |
| 9 januari    | The Beatles                     | I feel fine                      |
| 16 januari   | Georgie Fame & the Blue Flames  | Yeh yeh                          |
| 23 januari   | Georgie Fame & the Blue Flames  | Yeh, yeh                         |
| 30 januari   | The Moody Blues                 | Go Now!                          |
| 6 februari   | The Righteous Brothers          | You've lost that lovin' feelin'  |
| 13 februari  | The Righteous Brothers          | You've lost that lovin' feelin'  |
| 20 februari  | The Kinks                       | Tired of Waiting for You         |
| 27 februari  | The Seekers                     | I'll never find another you      |
| 6 maart      | The Seekers                     | I'll never find another you      |
| 13 maart     | Tom Jones                       | It's not unusual                 |
| 20 maart     | The Rolling Stones              | The last time                    |
| 27 maart     | The Rolling Stones              | The last time                    |
| 3 april      | The Rolling Stones              | The last time                    |
| 10 april     | Unit 4 + 2                      | Concrete and clay                |
| 17 april     | Cliff Richard                   | The minute you're gone           |
| 24 april     | The Beatles                     | Ticket to ride                   |
| 1 mei        | The Beatles                     | Ticket to ride                   |
| 8 mei        | The Beatles                     | Ticket to ride                   |
| 15 mei       | Roger Miller                    | King of the road                 |
| 22 mei       | Jackie Trent                    | Where are you now                |
| 29 mei       | Sandie Shaw                     | Long live love                   |
| 5 juni       | Sandie Shaw                     | Long live love                   |
| 12 juni      | Sandie Shaw                     | Long live love                   |
| 19 juni      | Elvis Presley & The Jordanaires | Crying in the chapel             |
| 26 juni      | The Hollies                     | I'm alive                        |
| 3 juli       | Elvis Presley & The Jordanaires | Crying in the chapel             |
| 10 juli      | The Hollies                     | I'm alive                        |
| 17 juli      | The Hollies                     | I'm alive                        |
| 24 juli      | The Byrds                       | Mr. Tambourine man               |
| 31 juli      | The Byrds                       | Mr. Tambourine man               |
| 7 augustus   | The Beatles                     | Help!                            |
| 14 augustus  | The Beatles                     | Help!                            |
| 21 augustus  | The Beatles                     | Help!                            |
| 28 augustus  | Sonny & Cher                    | I got you babe                   |
| 4 september  | Sonny & Cher                    | I got you babe                   |
| 11 september | The Rolling Stones              | (I can't get no) Satisfaction    |
| 18 september | The Rolling Stones              | (I can't get no) Satisfaction    |
| 25 september | The Walker Brothers             | Make it easy on yourself         |
| 2 oktober    | Ken Dodd                        | Tears                            |
| 9 oktober    | Ken Dodd                        | Tears                            |
| 16 oktober   | Ken Dodd                        | Tears                            |
| 23 oktober   | Ken Dodd                        | Tears                            |
| 30 oktober   | Ken Dodd                        | Tears                            |
| 6 november   | The Rolling Stones              | Get off of my cloud              |
| 13 november  | The Rolling Stones              | Get off of my cloud              |
| 20 november  | The Rolling Stones              | Get off of my cloud              |
| 27 november  | The Seekers                     | The carnival is over             |
| 4 december   | The Seekers                     | The carnival is over             |
| 11 december  | The Seekers                     | The carnival is over             |
| 18 december  | The Beatles                     | Day tripper / We can work it out |
| 25 december  | The Beatles                     | Day tripper / We can work it out |

1952 ·
1953 ·
1954 ·
1955 ·
1956 ·
1957 ·
1958 ·
1959 ·
1960 ·
1961 ·
1962 ·
1963 ·
1964 ·
1965 ·
1966 ·
1967 ·
1968 ·
1969 ·
1970 ·
1971 ·
1972 ·
1973 ·
1974 ·
1975 ·
1976 ·
1977 ·
1978 ·
1979 ·
1980 ·
1981 ·
1982 ·
1983 ·
1984 ·
1985 ·
1986 ·
1987 ·
1988 ·
1989 ·
1990 ·
1991 ·
1992 ·
1993 ·
1994 ·
1995 ·
1996 ·
1997 ·
1998 ·
1999 ·
2000 ·
2001 ·
2002 ·
2003 ·
2004 ·
2005 ·
2006 ·
2007 ·
2008 ·
2009 ·
2010 ·
2011 ·
2012 ·
2013 ·
2014 ·
2015 ·
2016 ·
2017 ·
2018 ·
2019 ·
2020 ·
2021
- Nederland (Top 40)
- Duitsland
- Noorwegen
- Oostenrijk
- Verenigd Koninkrijk
- Verenigde Staten (Hot 100)